# Leptochilus kostylevi
Leptochilus kostylevi är en stekelart som beskrevs av Kurzenko 1979. Leptochilus kostylevi ingår i släktet Leptochilus och familjen Eumenidae. Inga underarter finns listade i Catalogue of Life.